# Życie rodzinne
Życie rodzinne é um filme de drama polonês de 1971 dirigido e escrito por Krzysztof Zanussi. Foi selecionado como representante da Polônia à edição do Oscar 1972, organizada pela Academia de Artes e Ciências Cinematográficas.

## Elenco
- Daniel Olbrychski - Ziemowit Braun
- Maja Komorowska - Bella Braun
- Jan Kreczmar - pai de Ziemowit e Bella
- Halina Mikolajska - Jadwiga
- Jan Nowicki - Marek